# Paul Albert Krumm
Paul Albert Krumm (* 28. Dezember 1924 in Berlin; † 2. Januar 1990 in Düsseldorf) war ein deutscher Schauspieler.

## Leben
Er studierte nach dem Abitur Theaterwissenschaft und erhielt Schauspielunterricht bei Hilde Körber. 1945 debütierte er am Mecklenburgischen Staatstheater Schwerin, zu dessen Ensemble er bis 1948 gehörte. Weitere Stationen seiner Bühnenlaufbahn waren das Schauspielhaus Düsseldorf, das Landestheater Detmold, die Bühne der Jugend in Berlin, das Berliner Ensemble und das Theater Vaganten Bühne Berlin.
1959 wirkte er als Theaterregisseur am Theater in der Kongresshalle, 1960 am Theater am Kurfürstendamm und am Jungen Theater Hamburg sowie 1961 als Oberspielleiter an der Berliner Vaganten Bühne.
Seit den sechziger Jahren profilierte sich Krumm als Fernsehschauspieler, der vor allem in Krimiserien wie Das Kriminalmuseum, Der Kommissar, Der Alte und Tatort wiederholt in Erscheinung trat. Er verkörperte häufig zwielichtige, schwierige Charaktere, die etwas zu verbergen haben. In dem Dreiteiler Babeck mimte er den Ganoven Hiebler. In dem Horrorfilm Jonathan übernahm er die Rolle des Grafen Dracula. In den 1970er Jahren musste der herzkranke Schauspieler seine Karriere längere Zeit unterbrechen und zog sich unter anderem nach Teneriffa und Madeira zurück.
Paul Albert Krumm starb in seiner letzten Wohnung in Düsseldorf-Kaiserswerth. Sein Grab befindet sich in Remscheid auf dem Stadtfriedhof.

## Filmografie
- 1948: Unser Mittwoch Abend
- 1952: Gefangene Seele
- 1952: Postlagernd Turteltaube
- 1958: Die Brüder
- 1959: Die feuerrote Baronesse
- 1960: Strafbataillon 999
- 1960: Waldhausstraße 20
- 1961: Die Geburtstagsfeier
- 1961: Die ewige Flamme
- 1962: Leben des Galilei
- 1962: Das Schloß
- 1962: Nachruf auf Jürgen Trahnke
- 1962: Jeder stirbt für sich allein
- 1964: Die Schlinge
- 1965: Das Kriminalmuseum – Das Nummernschild
- 1966: Das Kriminalmuseum – Das Etikett
- 1966: Der Kirschgarten
- 1967: Verräter (Dreiteiler)
- 1968: Erotik auf der Schulbank
- 1968: Die Söhne
- 1968: Babeck (Dreiteiler)
- 1969: Der Kommissar – Die Tote im Dornbusch
- 1969: Die Hupe – Eine Schülerzeitung
- 1969: Mord nach der Oper
- 1969: Die Verschwörung
- 1969: Sieben Tage Frist
- 1970–1984: Tatort
  - 1970: Taxi nach Leipzig
  - 1983: Miriam
  - 1984: Freiwild
- 1970: Das Stundenhotel von St. Pauli
- 1970: Jonathan
- 1970: Cannabis – Engel der Gewalt
- 1970: Interview mit Herbert K.
- 1970: Eine Rose für Jane
- 1971: F.M.D. – Psychogramm eines Spielers
- 1971: Wer kennt diesen Mann…
- 1971: Fegefeuer
- 1980: Defekte
- 1982: Der Alte – Der vierte Mann
- 1983: Satan ist auf Gottes Seite
- 1983: Der Alte – Umsonst ist der Tod
- 1983: Die Krimistunde (Fernsehserie, Folge 5, Episode: "Auch große Männer können sterben")
- 1983: Der Androjäger – Knattersmann oder Ripp
- 1984: Der Alte – Die Hellseherin
- 1984: Gespenstergeschichten: Die Brücke nach Fenders
- 1985: Blanche oder Das Atelier im Garten
- 1985: Die Krimistunde (Fernsehserie, Folge 19, Episode: "Mord mit Verzögerung")
- 1985: Erben will gelernt sein

## Hörspiele (Auswahl)
- 1969: Georges Perec: Wucherungen – Regie: Wolfgang Schenck (Original-Hörspiel – SR/WDR)
- 1985: Ray Jenkins: Ein kleiner Fehler (Tom) – Regie: Harald Koerner (Kriminalhörspiel – SWF/NDR)
- 1985: Nikolai von Michalewsky: Bei Bildausfall Mord (Becker, Telefonist) – Regie: Andreas Weber-Schäfer (Originalhörspiel, Kriminalhörspiel – WDR)

Quelle: ARD-Hörspieldatenbank